# دیدارالعالم (بازیکن فوتبال)
دیدارالعالم (انگلیسی: Didarul Alam؛ زادهٔ ۱ سپتامبر ۱۹۸۸) بازیکن فوتبال اهل بنگلادش است.
وی همچنین در تیم ملی فوتبال بنگلادش بازی کرده است.